# Casa Buxareo

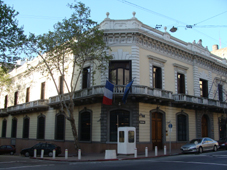
Casa Buxareo

Das Casa Buxareo, auch als Palacio Buxareo bezeichnet, ist ein Bauwerk in der uruguayischen Landeshauptstadt Montevideo.
Das im Jahre 1884 fertiggestellte Gebäude befindet sich im Barrio Centro an der Avenida Uruguay 853–863, Ecke Andes. Für seine Errichtung zeichnete Ingenieur Luigi Andreoni verantwortlich. Das ursprünglich als Wohnhaus des Politikers Félix Buxareo († 6. August 1901) konzipierte Casa Buxareo fiel nach dem Tod des Ehepaars Buxareo wunschgemäß dem Erzbistum von Montevideo zu. Ab dem 1. August 1902 lebte dort Erzbischof Mariano Soler, während im Erdgeschoss die Büros der kirchlichen Kurie untergebracht waren. 1921 erfolgte ein Eigentümerwechsel des Gebäudes. Seither dient es als Sitz der Botschaft Frankreichs in Uruguay.